# Višivanka
Višivanka (ukrajinsko вишива́нка, latinizirano: vyšyvanka [ʋɪʃɪˈʋɑnkɐ] ali виши́ванка [ʋɪˈʃɪʋɐnkɐ], belorusko вышыванка, latinizirano: vyšyvánka) je pogovorno ime za vezeno srajco, ki se pojavlja v ukrajinskih in beloruskih narodnih nošah. Ukrajinske višivanke uporabljajo značilen način vezenja.
Tretji četrtek v maju je mednarodni dan višivanke.

## Etimologija
Ime višivanka izvira iz ukrajinske besede вишива́ти, vyšyvaty oz. slovensko všiti, vezati. Končnica -anka pomeni, da je višivanka nekaj kar je bilo izvezeno, narejeno z všivanjem.

## Ukrajinska višivanka

### Vezenje
Vezeni elementi so temeljni element ukrajinske narodne noše tako moških kot žensk. Različne regije Ukrajine imajo svoje lastne značilne tradicionalne vzorce vezenja, s pomočjo katerega lahko višivanke ločimo po kraju izvora;
Višivanka ne samo govori o ukrajinskem izvoru, ampak tudi o določeni regiji, kjer je bila izdelana. Oko poznavalca lahko samo iz oblek razbere od kje oseba prihaja. Vezenje je torej pomembna obrt v Ukrajini in obstajajo različne tehnike vezenja za posamezne lokalne vzorce in barve. Tradicionalno je bila nit obarvana z lokalnimi barvili iz lubja, listja, rož in tako naprej. Na ta način v barvi vezenine odseva lokalno okolje.— J.J. Gurga, Echoes of the Past: Ukrainian Poetic Cinema and the Experiential Ethnographic Mode
Osnovne barve predstavljajo črna, rdeča in bela, dopolnilne pa so rumena, modra in zelena.
Na območju današnje Ukrajine se je vezenje pojavilo že v skitski umetnosti v 5. stoletju pred Kristusom, danes pa je znano po vsem svetu.  Pomemben element vezenja je, da izhaja iz ljudske umetnosti in da ne spreminja tehnike in barv.

### Vpliv v umetnosti

#### Tuje narodne obleke
Narodna noša Ukrajincev, ki so od 17. stoletja naseljevali današnjo južno Rusijo, je vplivala na njihovo današnjo narodno nošo, ki vključuje srajce deklet, katerih rokavi so okrašeni z črnim in rdečim vezenjem.

#### Moda
Med pariškim tednom mode 2015 je bila ukrajinska modna oblikovalka Vita Kin predstavljena v reviji Vogue in Harper's Bazaar, ker je predstavila višivanko kot sodoben dizajn v boemskem slogu, ki je pritegnil modne ikone, kot so Anna Dello Russo, Miroslava Duma in Leandra Medine. Oblikovalka je srajco višivanko preoblikovala v modernejšo različico, ohranila je tradicionalno obliko, spremenila je vezenino in si izposodila nekaj elementov iz ukrajinskega rušnika in domačega tekstila.
V ameriški majski številki Vogue je pisalo, da je višivanka »naredila valove daleč mimo vzhodnoevropske države«. Londonski Times jo je razglasil za »najbolj iskan kos oblačila tega poletja (2016)«, kmalu za njim pa je New York Times svetoval bralcem, naj naredijo zalogo te mode za vrhunec poletja.
Francoska igralka Melanie Thierry je na filmskem festivalu v Cannesu leta 2016 nosila višivanko. Tudi nizozemska kraljica Máxima jo je nosila ob obisku poletnih olimpijskih iger 2016.

### Pomen

#### Tradicionalna simbolika
Višivanka naj bi po tradicionalnem izročilu bila talisman za zaščito osebe, ki jo nosi. Prav tako pa naj bi pred zlom varovala osebo, ki jo je izdelala. Vezan geometrijski vzorec, ki je v preteklosti vključeval rdečo ali črno nit vtkano med svetlejše, je bil kasneje vključen v vezenje na višivanki in naj bi osebo ščitil pred vsem slabim. Ukrajinski pregovor народився у вишиванці, narodyvsja u vyšyvanci (rojen v višivanki) naj bi pomenil, da se je nekdo rodil z višivanko, ki naj bi ščitila in branila. Vzorci na višivanki izhajajo iz črke, besede ali zgodbe, zato naj bi po izročilu nameni med izdelovanjem vzorca imeli velik pomen, saj naj bi osebi prinesli srečo in jih branili.

#### Domoljubje
Avstrijski nadvojvoda Wilhelm je bil ukrajinski nacionalist, ki je zelo pogosto nosil višivanko in je bil zato v ukrajinščini znan tudi kot Vasil višivani. Po njem je bil v Lvovu poimenovan trg Višivanega.
Priljubljenost višivanke in drugih nacionalnih simbolov je v Ukrajini močno narasla po pro-evropskem protestnem gibanju Evromajdan.

#### Praznik
Dan višivanke je leta 2006 začela Lesja Voronjuk, študentka univerze v Črnovicah. Postopoma je to postal mednarodni praznik - Mednarodni dan višivanke. Praznuje se tretji četrtek v maju. Namenjen je združitvi vseh Ukrajincev po svetu. Praznik ni vezan na noben državni praznik ali godovni dan. Z nošnjo višivanke na ta dan Ukrajinci kažejo pripadnost nacionalni identiteti, enotnosti in domoljubju. Praznika se udeležujejo tudi mnogi visoki državni uradniki in politiki, vključno s predsednikom države.

## Beloruska višivanka
Višivanka predstavlja tudi nacionalni simbol Belorusije tako po mnenju vlade kot opozicije. Minister za zunanje zadeve je leta 2017 dejal: »Vzorci, ki so izvezeni na teh srajcah, niso nikoli spodbujali nasilja ali zla. Nasprotno, spodbujajo dobroto in mir. Odražajo miselnost Belorusov, naš duh.«
Medtem ko so v Ukrajini vzorci na srajci skladi z regionalnimi tradicijami, je v Belorusiji vzorec povezan z nacionalno in osebno zgodovino, pogosto pa v sebi tudi nosi informacije. V tradicionalnem ljudskem izročilu višivanka odganja zle duhove.
V času beloruskih protivladnih protestov leta 2020 in 2021 je višivanka postala simbol beloruske opozicije, pa tudi beloruske nacionalne identitete nasploh. Spletna stran Vyzhyvanka (skovana iz višivanke in beloruske besede Выжываць, Vyžyvac, 'preživeti') belorusko-češke umetnice Rufine Bazlove je bila označena kot pomemben simbol protestnega gibanja.

## Galerija

### Ukrajinska višivanka
- Razglednica natisnjena leta 1916, na kateri ukrajinska ženska nosi višivanko in tradicionalen rožni venec
- Parada višivanke, priljubljen dogodek v sodobni Ukrajini
- Višivanka v slogu Bukovine